# Wasserschlag
Als Wasserschlag werden verschiedene physikalische Erscheinungen bezeichnet, bei denen durch Wasser ein starker Druckstoß erzeugt wird. Ursache ist die sehr geringe Komprimierbarkeit von Wasser, die nur etwa ein 20.000stel der Kompressibilität von Luft beträgt.
Im übertragenen Sinn ist mit Wasserschlag jeder mechanische Stoß durch Flüssigkeiten gemeint.

## Wasserschlag in Kolbenmaschinen

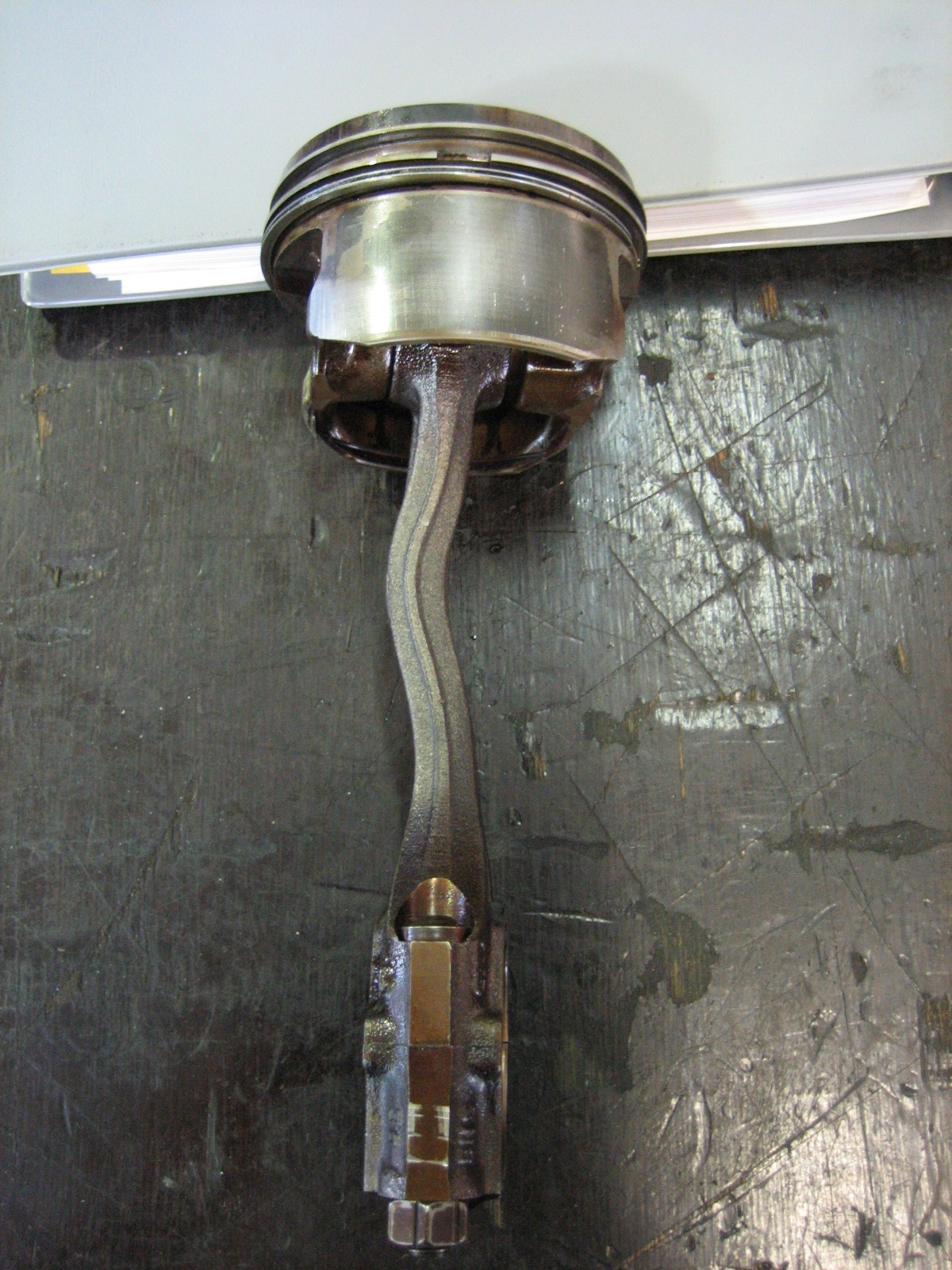
Verbogener Pleuel aus einem Automotor nach Wasserschlag

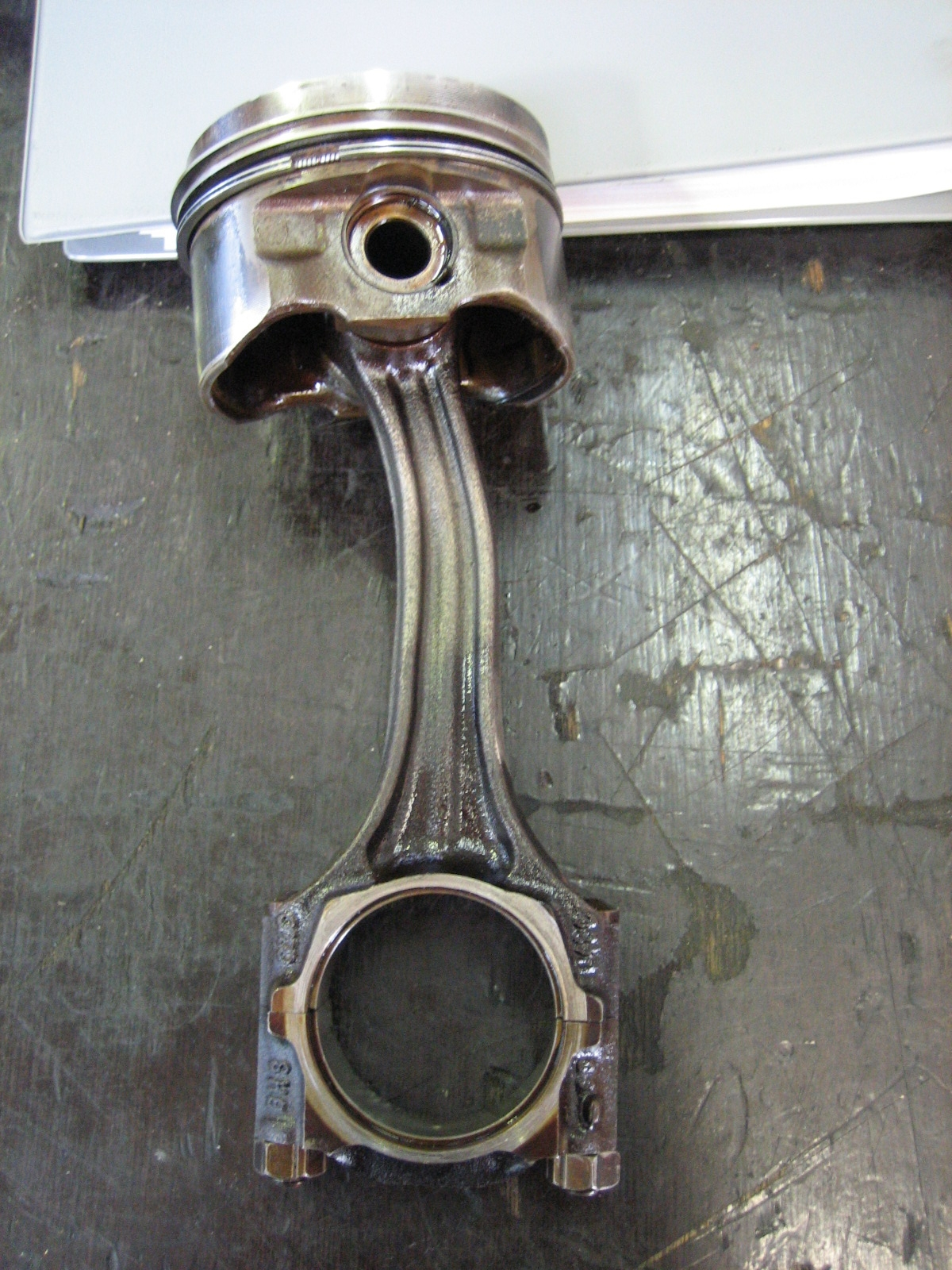
Ansicht 90° gedreht

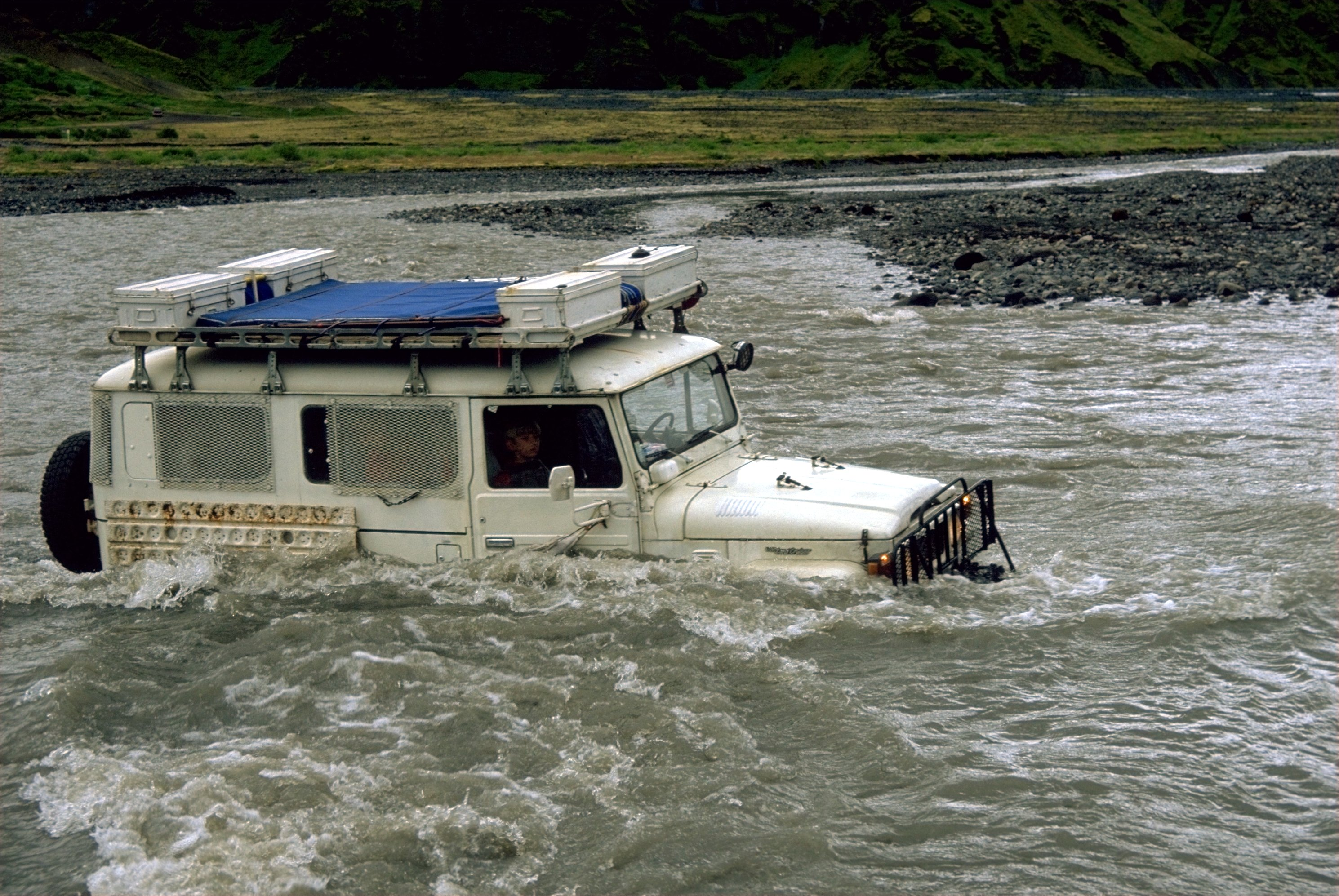
Geländewagen beim Durchwaten eines Gewässers in Island. Da die Ansaugöffnung des Luftfilters unter der Motorhaube nur knapp über dem Wasserspiegel liegt, kann aus solchen Situationen – etwa bei unvorhergesehenen Tiefenänderungen – Wasserschlag resultieren.

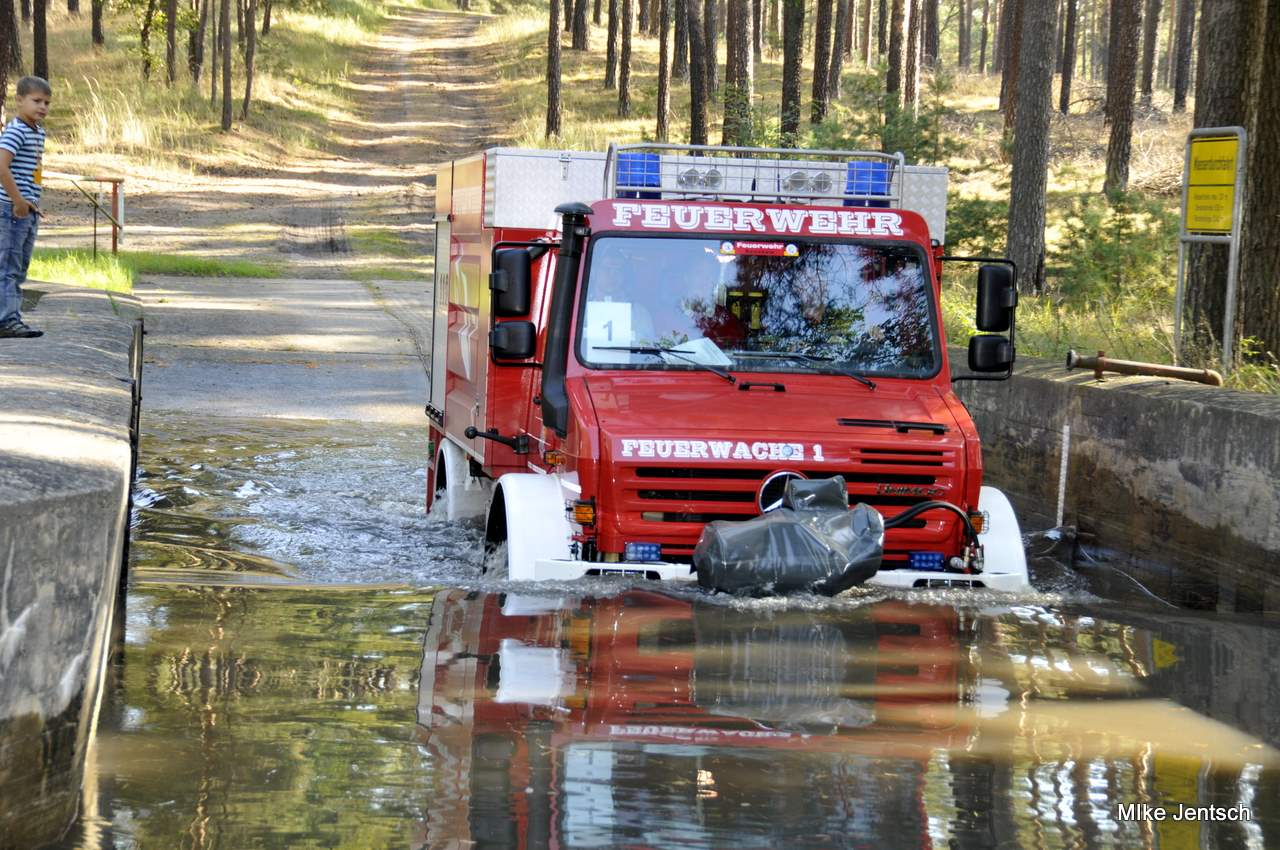
Schnorchel an einem Unimog zur Verhinderung eines Wasserschlags

In den Zylindern von Kolbenmaschinen werden Gase mit dem Anfangsvolumen VHub + VRest in ein erheblich kleineres Restvolumen VRest komprimiert. Das Verdichtungsverhältnis liegt im Normalbetrieb oft bei 10:1. Befindet sich Wasser im Kolbenraum, so wird das Restvolumen, das dem Gas am Schluss des Arbeitstaktes (d. h. am oberen Totpunkt) zur Verfügung steht, verringert und kann sogar Null werden. Dadurch nimmt das Verdichtungsverhältnis am Ende des Kolbenhubes erheblich höhere Werte an und die wirkenden Kräfte vervielfachen sich. Das bedeutet immer eine starke Überbeanspruchung der Bauteile des Verdichtungsraums (Kolben, Zylinderdeckel oder -kopf) sowie auch der Antriebsteile (Kolbenstange, Pleuel).
Bei der Eisenbahn bezeichnet man mit Wasserschlag die Beschädigung des Zylinders durch Kondenswasser. Beim Halt der Dampflokomotive kondensiert der im Zylinder befindliche Dampf zu Wasser. Beim Wiederanfahren kann unter bestimmten Umständen das Kondenswasser auf der Seite des Auspufftaktes nicht herausgedrückt werden und reißt mangels Kompressibilität meistens den Zylinderdeckel von den Bolzen ab. Zur Vermeidung von Wasserschlägen werden daher beim Anfahren grundsätzlich kurz die Zylinderhähne geöffnet, um Kondenswasser abzulassen.
Als Wasserschlag wird auch ein (recht seltenes) Versagen bei Verbrennungsmotoren bezeichnet, wenn infolge einer Undichtigkeit der Zylinderkopfdichtung Kühlwasser in den Kompressionsraum übertritt (der für die Verdichtung von Gasen ausgelegt ist) und dann im Verdichtungstakt den Kolben abrupt stoppt – mit der Gefahr eines verbogenen Pleuels, des Kolbenbruchs und letztlich eines Motorschadens. 
Wasserschläge können bei Verbrennungsmotoren in Kraftfahrzeugen auch bei Wasserdurchfahrten auftreten, wenn die Wattiefe des Fahrzeugs überschritten wird und Wasser über den Ansaugtrakt in die Kompressionsräume gelangt.
Bei Sportbooten mit innenliegendem Motorraum kann es zum Wasserschlag kommen, wenn über den Auspuff Wasser bis in die Brennräume eindringt. Dies passiert insbesondere, wenn aus voller Fahrt nicht langsam Geschwindigkeit reduziert wird und der Auspuff verhältnismäßig tief liegt.

## Wasserschlag in Wasserleitungen
Als Wasserschlag bezeichnet man auch einen Druckstoß in einer flüssigkeitsführenden Rohrleitung, der durch das plötzliche Schließen eines Ventils am Ende des Rohres hervorgerufen wird. Die Massenträgheit des strömenden Wassers in der Rohrleitung führt hierbei zu einer enormen Druckerhöhung, weil der Kompressionsmodul sehr groß ist. Man kann sich die fließende zylinderförmige Wassersäule modellhaft als bewegten Metallzylinder vorstellen, der an einer Wand schlagartig gestoppt wird.
Eine nutzbringende Anwendung des Druckstoßes ist der hydraulische Widder, bei dem eine große Menge Wasser mit geringer Fallhöhe schlagartig gestoppt wird, um eine geringe Menge Wasser auf eine größere Höhe zu pumpen (siehe Energieerhaltungssatz).
Wasserschlag kann durch den Druckstoß in den Wasserleitungen eine Schadwirkung entfalten, die sich als Leckage im Rohrsystem bzw. daran angeschlossenen Geräten innerhalb eines Gebäudes zeigt. Der Druckstoß kann durch Wasserschlagdämpfer gemindert werden. Es handelt sich dabei um kleine Membranausdehnungsgefäße (MAG), die in den Wasserleitungsstrang zwischen dem speisenden Druckminderer und dem  Ventil, welches den Druckstoß auslöst, eingebaut werden. Je näher der Wasserschlagdämpfer am Ventil, umso stärker die Dämpfung des Druckstoßes. Bei mehreren Druckstoßauslösern in verschiedenen Wasserleitungssträngen setzt man den Wasserschlagdämpfer zwischen den speisenden Druckminderer und die Strangaufteilung.
Alternativ können Druckstöße durch Verringern der durchströmenden Wassermenge und damit der Strömungsgeschwindigkeit in begrenztem Rahmen gemindert werden. Diese Lösung gilt als Übergangslösung, da dadurch der Wasserdurchfluss an allen Zapfstellen reduziert ist.

## Wasserschlag in Dampfsystemen
Dieser Kondensationsstoß ist eine physikalische Erscheinung, die bei Druckerhöhungen in Dampfsystemen zu beobachten ist. Innerhalb einer Dampfmenge befinden sich stets Kondensationskeime, die bei einer Erhöhung des Druckes ohne gleichzeitige Temperaturerhöhung kleinste Tropfen aus Wasser entstehen lassen. Dieser Vorgang läuft nicht kontinuierlich ab, sondern beim Phasenübergang recht plötzlich und ist eine große Gefahr, z. B. für die Rohrleitungen und Maschinen eines Dampfkraftwerkes.

### Dampfschlag
Dieses manchmal auch als Wasserschlag bezeichnete Phänomen tritt auf, wenn Dampfblasen in Wasser implodieren.

#### Kavitation
Kavitation ist eine mikroskopische Form von Dampfschlägen.

### Tropfenschlag
Dieser als Tropfenschlag oder Tropfenerosion bekannte Verschleißeffekt tritt auf, wenn Tröpfchen mit hoher Geschwindigkeit auf eine Oberfläche treffen.